# Sympistis sibirica
Sympistis sibirica là một loài bướm đêm trong họ Noctuidae.